# Goldschulterspecht
Der Goldschulterspecht (Chrysocolaptes festivus) ist eine Vogelart aus der Familie der Spechte (Picidae). Die mittelgroße Spechtart besiedelt große Teile des Indischen Subkontinents einschließlich Sri Lanka. Goldschulterspechte bewohnen offene, immergrüne und wechselgrüne Laubwälder und Buschland, aber auch Kulturland mit einzelnen Bäumen. Die in der unteren Baumschicht an Baumstämmen und gelegentlich auch auf dem Boden gesuchte Nahrung besteht vorwiegend aus Ameisen und Larven holzbewohnender Insekten; der Nachweis von Samen in der Nahrung deutet auch auf die Aufnahme von Früchten hin. Die Art ist in ihrem großen Verbreitungsgebiet weit verbreitet und in Indien lokal recht häufig, in Nepal seltener; der Bestand gilt als stabil. Der Goldschulterspecht wird von der IUCN als  (=least concern – nicht gefährdet) eingestuft.

## Beschreibung

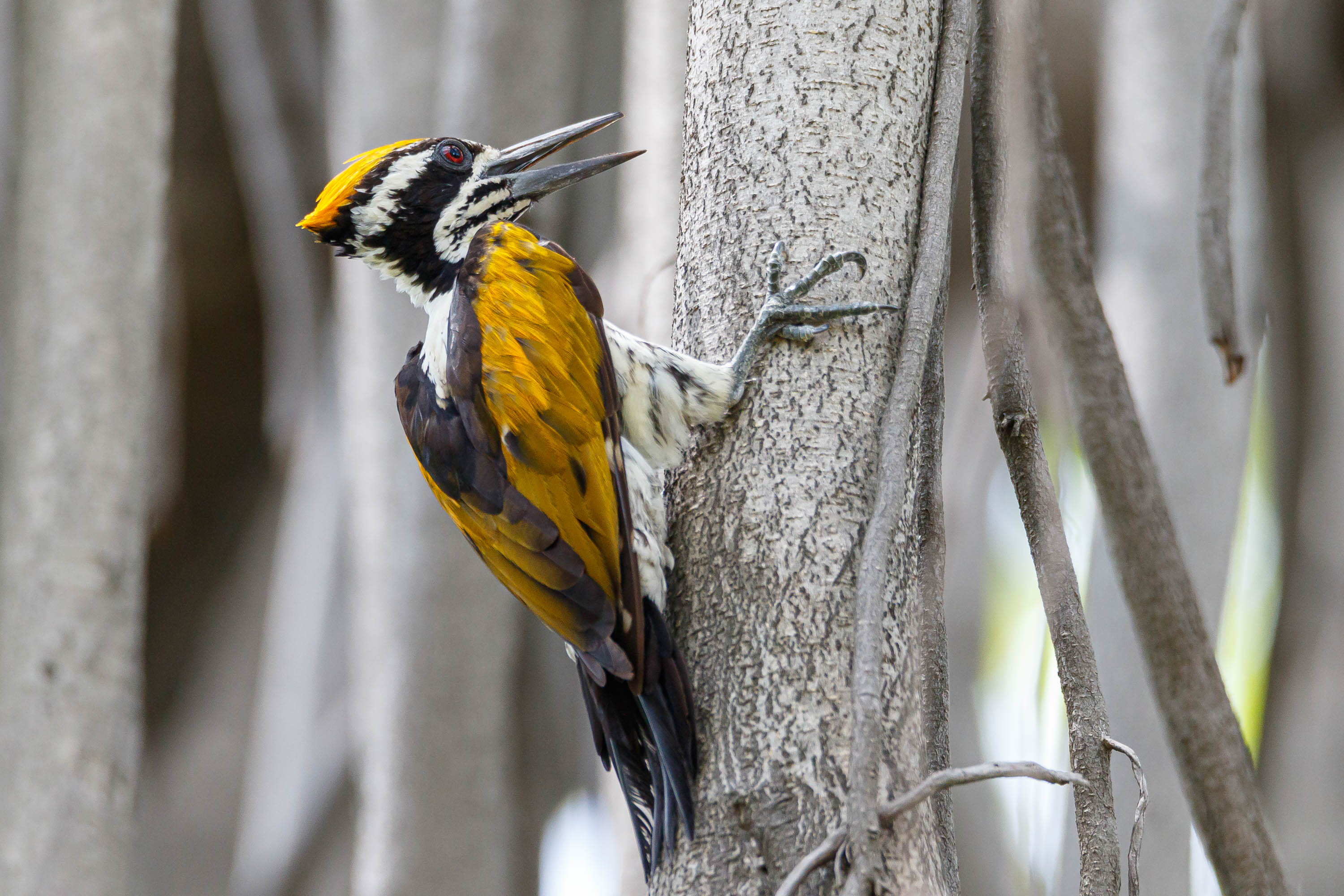
Weiblicher Goldschulterspecht

Goldschulterspechte sind mittelgroße Spechte mit einer ausgeprägten Federhaube und einem sehr langen, meißelförmig zugespitzten und an der Basis breiten Schnabel. Der Schnabelfirst ist nur ganz leicht nach unten gebogen. Die Körperlänge beträgt etwa 29 cm, das Gewicht etwa 213 g. Sie sind damit etwas kleiner und leichter als ein Grünspecht, im Habitus und auch hinsichtlich der Lebensweise ähneln sie jedoch mehr dem Schwarzspecht. Die Art ist kontrastreich gefärbt und zeigt hinsichtlich der Färbung einen deutlichen Geschlechtsdimorphismus.
Bei Männchen der Nominatform ist der obere Rücken weiß, Schulterfedern, innerste Oberflügeldecken, unterer Rücken, Bürzel und Oberschwanzdecken sind davon scharf abgesetzt schwarz. Die übrigen Oberflügeldecken sind überwiegend olivgrün mit einer kräftigen goldgelben Tönung und goldenen Säumen und Spitzen, gelegentlich mit einem rötlichen Hauch. Die Schwingen sind bräunlich schwarz, die Armschwingen und die Schirmfedern haben gelbolive Außenfahnen und alle Schwingen sind auf Innen- und Außenfahnen weiß gefleckt. Die Schwanzoberseite ist schwarz, die Unterseite bräunlich schwarz. Die Unterseite des Rumpfes ist weiß. Vorderhals und Brust sind in Fortsetzung des schwarzen Kehlstreifs schwarz gestrichelt, zum Schwanz hin wird die Strichelung schmaler und die Unterschwanzdecken sind oft mehr gebändert als gestrichelt. Die Unterflügel sind auf grauem Grund weiß gefleckt.
Die Stirn ist auf weißem Grund braun gepunktet, Oberkopf und Haube sind rot und nach unten schmal schwarz gerandet. Ein breiter, weißer Überaugenstreif zieht sich vom hinteren Augenrand bis zum Hinterkopf und mündet dort gelegentlich in den weißen Nacken. Darunter verläuft ein breiter schwarzer Augenstreif knapp vor dem Auge beginnend bis zum Nacken und dann an den Halsseiten bis zu den Brustseiten hinunter. Der wiederum weiße Zügelstreif beginnt an der Schnabelbasis und zieht nach hinten bis zu den weißen Halsseiten. Der weiße Bartstreif ist oben und unten schmal schwarz begrenzt, die beiden schwarzen Linien vereinen sich am Hinterende des Bartstreifs. Kinn und Kehle sind weiß mit einer schwarzen Mittellinie. Der Nacken ist wie der obere Rücken weiß. Der Schnabel ist schwärzlich, Beine und Zehen sind grün-grau. Die Iris ist rot bis hell orange.
Beim Weibchen sind Oberkopf und Haube leuchtend gelb, meist mit etwas Braun vorn und an den Seiten.

## Lautäußerungen
Die Rufe sind bisher nur wenig bekannt. Die lachenden „Rasselrufe“ klingen wie „kwirri-rr-rr-rr-rr“. Die Art trommelt, auch die Trommelreihen sind bisher offenbar nicht näher beschrieben.

## Verbreitung und Lebensraum
Diese Spechtart besiedelt große Teile des Indischen Subkontinents und kleine Gebiete in Sri Lanka. Das Verbreitungsgebiet reicht in West-Ost-Richtung von Gujarat bis Westbengalen, in Nord-Süd-Richtung von etwa 30° N in Uttar Pradesh sowie Nepal fast bis zur Südspitze des Subkontinents; die Art fehlt jedoch in einer relativ breiten Zone entlang dessen Ostküste. In Sri Lanka sind zwei relativ kleine Gebiete im Norden und im Süden besiedelt. Die Größe des Gesamtverbreitungsgebietes ist nicht genau bekannt.
Goldschulterspechte bewohnen offene, immergrüne und wechselgrüne Laubwälder und Buschland, aber auch Kulturland mit einzelnen Bäumen. In Sri Lanka ist das Areal auf einige Bereiche in der Trockenzone beschränkt, wo sich die Vorkommen offenbar auf Kokospalmenhaine im Umfeld von Dörfern konzentrieren. Die Tiere sind weitgehend auf das Flachland beschränkt, die Höhenverbreitung reicht bis etwa 1000 m.

## Systematik
Es werden zwei Unterarten anerkannt:
- Chrysocolaptes festivus festivus (Boddaert, 1783) – größter Teil des Verbreitungsgebietes.
- Chrysocolaptes festivus tantus Ripley, 1946 – Sri Lanka. Etwas kleiner als Nominatform, Stirn schwärzlich, schwarzer Kehlstreif und schwarze Unterseitenstrichelung breiter, Gesamterscheinung dadurch dunkler.

## Ernährung
Die in der unteren Baumschicht an Baumstämmen und gelegentlich auch auf dem Boden gesuchte Nahrung besteht vorwiegend aus Ameisen und Larven holzbewohnender Insekten; der Nachweis von Samen in der Nahrung deutet auch auf die Aufnahme von Früchten hin. Die Nahrungssuche erfolgt wohl vor allem hackend und hämmernd.

## Fortpflanzung
Goldschulterspechte leben einzeln oder in Paaren, die Partner halten durch regelmäßige Rufe Kontakt miteinander. Die Brutzeit ist je nach Verbreitungsgebiet unterschiedlich, erstreckt sich aber wohl generell auf den Zeitraum November bis März. In Sri Lanka wird auch im August und September gebrütet. Die Höhlen werden jährlich neu in Bäumen oder Palmenstümpfen in Höhen zwischen 2 und 7 m angelegt. Der Eingang ist birnenförmig. Das Gelege besteht meist nur aus 1 Ei, selten aus 2 oder 3. Beide Eltern beteiligen sich an Höhlenbau, der Bebrütung und der Jungenaufzucht. Die Jungvögel bleiben nach dem Ausfliegen noch lange Zeit bei den Eltern.

## Bestand und Gefährdung
Angaben zur Größe des Weltbestandes gibt es nicht. Die Art ist in ihrem großen Verbreitungsgebiet weit verbreitet und in Indien lokal recht häufig, in Nepal wenig häufig, der Bestand gilt als stabil. Der Goldschulterspecht wird von der IUCN als ungefährdet („least concern“) eingestuft.